# Улегін Сергій Валерійович
Сергій Валерійович Улегін  (рос. Сергей Валерьевич Улегин, 8 жовтня 1977) — російський веслувальник, олімпійський медаліст.

## Виступи на Олімпіадах
| Олімпіада  | Дисципліна                | Місце |
| ---------- | ------------------------- | ----- |
| Пекін 2008 | каное-двійка, 500 метрів  | 2     |
| Пекін 2008 | каное-двійка, 1000 метрів | 8     |